# فريدريك بوتشنر
كارل فريدريك بوتشنر (بالإنجليزية: Frederick Buechner)‏ (11 يوليو 1926 - 15 أغسطس 2022)، هو كاتبٌ أمريكي، وروائي، وشاعر، وكاتبٌ لسيرته الذاتية، وكاتب مقالات، وواعظ، وعالم لاهوت. كاهنًا مشيخيًا مرسومًا ومؤلف لأكثر من ثلاثين كتابًا منشورًا. يشمل عمله ستة أنواع مختلفة، بما فيه الخيال، السيرة الذاتية، المقالات والمواعظ، امتدت حياته المهنية لستة عقود. تُرجمت كتب بوتشنر إلى عدة لغات للنشر حول العالم. أكثر ما يشتهر به هو رواياته، من ضمنها يومٌ طويلٌ يموت، كتاب بيب، غودريك (وصل لنهائيات جائزة بوليتزر لعام 1981)، وبريندان، تشمل مذكراته، إفشاء الأسرار والرحلة المقدسة، وأعماله اللاهوتية، تشمل أسرار في الظلام، الهزيمة الرائعة، وقول الحقيقة.
سُمي «موهبةً كبيرة» و«...كاتبًا جيدًا جدًا بالتأكيد» من قبل ذا نيويورك تايمز، و«أحد أكثر رواة القصص إبداعًا» من قبل يو إس إيه توداي. تقول آني ديلارد (الكاتبة الفائزة بجائزة بوليتزر عن كتاب الحج في خور تنكر): «فريدريك بوتشنر هو أحد أفضل كُتّابنا». وصل بوتشنر كذلك إلى نهائيات جائزة الكتاب الوطنية المُقدمة من قبل مؤسسة الكتاب الوطنية وجائزة بوليتزر، ومُنح ثماني شهاداتٍ فخرية من مؤسساتٍ مثل جامعة ييل وكلية فيرجينيا اللاهوتية. إلى جانب ذلك، حصل بوتشنر على جائزة أو. هنري، وجائزة روزنثال، وجائزة الأدب الجميل للمسيحية والأدب، واعتُرف به من قبل الأكاديمية الأمريكية للفنون والآداب.

## السيرة الشخصية

### النشأة
كارل فريدريك بوتشنر، الابن البكر لكاثرين كوهن وكارل فريدريك بوتشنر الأب، وُلد في 11 يوليو/ 1926 في مدينة نيويورك. خلال طفولة كارل المبكرة تنقلت عائلته بشكل متكرر، بسبب بحث والد بوتشنر عن عمل. في الرحلة المقدسة يتذكر بوتشنر: «فعليًا ولكل سنةٍ من حياتي حتى عمر الرابعة عشر، عشت في مكان مختلف، رعاني أشخاص مختلفون، ذهب لمدرسةٍ مختلفة. المنزل الوحيد الذي بقي ثابتًا كان المنزل الذي عاش فيه أجدادي من جانب والدتي في ضاحيةٍ لبيتسبرغ تسمى إيست ليبرتي... ما عدا ذلك المنزل في وودلاند رود، لم يكن المنزل مكاني المفضل عندما كنت طفلًا. بل الناس». تغير هذا عام 1936، عندما انتحر والد بوتشنر بواسطة التسمم بأحادي أوكسيد الكربون، نتيجةً لقناعته بأنه فاشل.

### برمودا
بعد وفاة والده مباشرةً، انتقلت العائلة إلى برمودا، حيث بقوا حتى أجبرت الحرب العالمية الثانية الأمريكان على إخلاء الجزيرة. في برمودا، شعر بوتشنر «بالارتياح السعيد للخروج من الحزن المظلم الذي لا يمكن ذكره لحياة والدي وموته إلى الشذى والخضرة والضوء». بالنسبة لبوتشنر الشاب، أصبحت برمودا هي المنزل.
تركَت برمودا انطباعًا دائمًا لدى بوتشنر. منحته النكهة البريطانية المميزة لبرمودا ما قبل الحرب العالمية الثانية اعتزازًا لمدى الحياة بالعادات والثقافة الإنجليزية، والتي ألهمت لاحقًا أعمالًا مثل غودريك وبريندان. يذكر بوتشنر أيضًا بشكل متكرر برمودا في مذكراته، من ضمنها إفشاء الأسرار والرحلة المقدسة.

### التعليم والخدمة العسكرية
ارتاد بوتشنر لاحقًا مدرسة لورنسفيل في لورنسفيل، نيو جيرسي، وتخرج عام 1943. عندما كان في لورنسفيل، التقى بالشاعر الذي فاز بجائزة بوليتزر لاحقًا جيمس ميرل؛ ألهمت صداقتهما وتنافسهما الطموحات الأدبية لكلٍ منهما.  وكما كتب ميل غوسو في نعيه لميرل عام 1995: «كانت منافستهما الوديّة دافعًا لكلٍ منهما ليُصبحا كاتبين».  تسجَّل بوتشنر في جامعة برنستون. توقفت حياته الجامعية بسبب -بحسب كلام بوتشنر- «سنتين من العمل غير المميز جدًا» (1944-46) في الجيش خلال الحرب العالمية الثانية، «كلها في عدة أماكن مختلفة في الولايات المتحدة»، من ضمنها وظيفة «رئيس القسم الإحصائي في مخيم بيكيت، فرجينيا».  بعد الحرب، عاد ليتخرج بشهادة في اللغة الإنجليزية عام 1948 (بقي منسوبًا كعضوٍ في دفعته الأصلية لعام 1947 بالرغم من أنه خريج). وفيما يتعلق بوقته في برنستون، علَّق بوتشنر بالتالي في مقابلة:
عرفت جامعتَي برنستون في الحقيقة. كانت الأولى خلال الحرب، عندما كان الجميع يتطوع أو يُجنَّد. كانت مجرد حفلات سكر وداعيّة واحدةً تلو الأخرى. لم يقم أحد بأي عمل. لم أتعلم شيئًا على الإطلاق. كنت في الجيش لسنتين. وعندما رجعت، سُررت بكوني حرًا مجددًا وعملت بجدٍ وتعلمت بعض الأشياء.

### النجاح الأدبي والرسامة
خلال سنة تخرجه في جامعة برنستون، حصل بوتشنر على جائزة إيرين جلاسكوك للشعر، وبدأ أيضًا بالعمل على روايته الأولى وواحدةٍ من أعظم نجاحاته النقدية: يومٌ طويل يموت، المنشورة عام 1950. كان التباين بين نجاح روايته الأولى والفشل التجاري لروايته الثانية محسوسًا بشكلٍ واضح من قبل الروائي الشاب، اختلاف الفصول (1952)، وهي روايةٌ مبنية على بوتشنر وصديق مراهقته جيس ميرل والذي طور فكرةً رئيسيةً مسيحية أكثر صراحة، واستنادًا إلى هذا ترك بوتشنر منصب التدريس في لورنسفيل لينتقل إلى مدينة نيويورك ويركز على مهنته في الكتابة. في عام 1952، بدأ بوتشنر بإلقاء المحاضرات في جامعة نيويورك، تلقى مرةً أخرى استحسانًا نقديًا لقصته القصيرة «النمر»، التي نُشرت في ذا نيويوركر، والتي فازت بجائزة أو. هنري عام 1955. وخلال هذا الوقت أيضًا، بدأ بالذهاب لكنيسة ماديسون أفينيو المشيخية، حيث كان جورج بوتريك قسيسًا. وخلال إحدى عظات بوتريك سمع بوتشنر الكلمات التي الهمت رسامته كاهنًا: وصف بوتريك التتويج الداخلي للمسيح في قلوب أولئك الذين يؤمنون به «بين الاعتراف، والدموع والضحكة الكبيرة». كانت تأثير هذه العبارة على بوتشنر كبيرًا جدًا لدرجة أنه دخل كلية الاتحاد اللاهوتية عام 1954، بزمالة روكفيلر برذرز اللاهوتية.

في كلية الاتحاد، درس بوتشنر على يد لاهوتيين المعروفين مثل رينهولد نيبوهر، بول تيليش، وجيمس مالنبرغ، الذي ساعد بوتشنر في بحثه عن الفهم: 
«أردت أن أتعلم عن المسيح – عن العهد القديم، الذي كان أنجيله، والعهد الجديد، الذي كان الإنجيل عن حياته؛ عن تاريخ الكنيسة، التي تأسست على الإيمان الذي لم يكشف الله من خلاله عن طبيعته الجوهرية وهدفه للعالم فحسب، بل إنه أطلق إلى العالم قوة شرسة لسحب الناس إلى تلك الطبيعة وتكييفهم لذلك الهدف... لم يُثر فيَّ أي سعي فكري فضولًا شديدًا كهذا، وشملت أكثر بكثير من تفكيري، وأثارت أكثر بكثير من فضولي. في البيئة غير المألوفة للكنيسة المشيخية، من بين جميع الأماكن، تأثرت بدموع الدهشة التي أتت من أعماقي لدرجة أني لم أفهمها أبدًا إلى هذا اليوم، أردت تعلم المزيد عن مصدر تلك الدموع وهدف تلك الدهشة».
كان قرار بوتشنر بدخول الكلية مفاجأةً كبيرةً للذين عرفوه. حتى جورج بوتريك، الذي ألهمت كلماته بوتشنر، لاحَظ أن «سيكون من المخجل خسارة روائي جيد مقابل واعظ متوسط». مع ذلك، عملت قسوسية وكتابته منذ ذلك الحسين على تحسين رسالة بعضهما البعض. بعد عامه الأول في كلية الاتحاد، قرر بوتشنر أخذ إجازة من السنة الدراسية 1955-1956 للاستمرار بكتابته. في ربيع عام 1955، قبل تركه لكلية الاتحاد بفترة قصيرة، التقى بوتشنر بزوجته جوديث في حفلة راقصة لبعض أصدقاء العائلة. تزوجا بعد عام بواسطة جيمس مالنبرغ في مونتكلير، نيو جيرسي، وقضيا الأشهر الأربعة التالية يسافران في أوروبا. خلال تلك السنة، أكمل بوتشنر أيضًا روايته الثالثة، عودة أنسل جيبز. بعد إجازته، عاد بوتشنر إلى كلية الاتحاد لإكمال السنتين الضروريتين الباقيتين للحصول على شهادة البكالوريوس في اللاهوت. رُسِّم في 1 يونيو، 1958 في كنيسة ماديسون أفينيو المشيخية حيث كان قد سمع موعظة جورج بوتريك قبل أربع سنوات. رُسِّم بوتشنر مبشرًا، أو كاهنًا دون مسؤولية رعوية. قبل تخرجه بفترة قصيرة، بينما كان يفكر في دوره المستقبلي باعتباره كاهنًا لرعية، تلقى رسالةً من روبرت رسل ويكس، عميد الكنيسة السابق في برنستون، الذي بدأ منذ ذلك الحين العمل في منصب كاهن المدرسة في أكاديمية فيليبس إكستر. عرض ويكس عليه وظيفة تأسيس قسم دين جديد بدوام كامل في إكستر؛ قرر بوتشنر القبول بالفرصة للعودة إلى التدريس وتطوير برنامج لتدريس الدين بعمق.  

## روابط خارجية
- فريدريك بوتشنر على موقع IMDb (الإنجليزية)
- فريدريك بوتشنر على موقع إن إن دي بي (الإنجليزية)